# Mina Las Bambas
Las Bambas es una mina de cobre ubicada en las provincias de Cotabambas y Grau en el departamento de Apurímac, en el centro de Perú. La operación de la mina inició en noviembre de 2015.
La mina contiene más de 1,08 millones de toneladas de concentrado de cobre, cuya inversión se estimó en unos US$ 10.000 millones. Aporta cerca del 1% del PBI nacional en enero de 2022. Se estima para 2021 una extracción de 400,000 toneladas de concentrados de cobre al año.

## Historia
La mina inició su planificación el 14 de marzo de 2004 con la convocatoria pública a cargo de René Cornejo como nuevo director de Pro Inversión, cuatro días después.
El 13 de abril de 2014, Glencore Xstrata anunció la venta del proyecto minero en US$ 5,850 millones al consorcio estatal chino Minerals and Metals Group (MMG).
La actual administración de proyecto "Las Bambas" está a cargo del consorcio constituido por las empresas: Minerals and Metals Group (MMG), Guoxin International Investment Corporation y CITIC Metal Co., cuya participación en la sociedad es de un 62,5%, 22,5% y 15% de las acciones, respectivamente.
El primero de enero del 2016 se iniciaron las operaciones de la mina con los primeros convoyes de mineral transportados en una operación bimodal a cargo de la empresa ferroviaria PeruRail del empresario Lorenzo Sousa hasta el puerto de Matarani  para su exportación (a unos 450 km).
Las Bambas cuenta con tres yacimientos principales: Ferrobamba, Chalcobamba y Sulfobamba. Produce concentrado de cobre limpio con créditos de oro, plata y molibdeno. A la fecha ha explorado solo el 10% de las concesiones que posee. Es la cuarta mina más grande del Perú y la novena en el mundo.

### Bloqueos
Desde su planificación se realizaron manifestaciones para impedir su apertura debido a las interferencias con las comunidades locales.
En febrero de 2015, los comuneros de Challhuahuacho inician un paro con la retención a los trabajadores de una empresa contratista del proyecto minero, en reclamo al desarrollo de infraestructura básica y la contratación de trabajadores de la localidad, en el distrito de Challhuahuacho.
El 25 de septiembre de 2015, los pobladores inician un paro exigiendo la demolición de planta de tratamiento por considerarlo contaminante y anulación el EIA modificado. El 25 de septiembre de 2015 se declara el estado de emergencia en las provincias de Cotabambas, Grau, Andahuaylas y Chincheros. Las protestas dejaron 4 muertos y 23 heridos.
En octubre de 2016, los pobladores inician un bloqueo por la utilización de la carretera por parte de la minera. Los enfrentamientos dejaron 1 comunero muerto y heridos a 15 personas y 20 policías.
Desde el 4 de febrero de 2019, el corredor vial se encuentra bloqueado por pobladores de la comunidad de Nueva Fuerabamba.
En diciembre de 2021 se reportó vandalizaciones en la garita de seguridad como sus instalaciones. El ministro de economía Pedro Francke realizó un llamado a las comunidades de Chumbivilcas, quienes participaron en un nuevo bloqueo al corredor sur. El bloqueo generó pérdidas de 9.5 millones de dólares diarios en ingresos.
En enero de 2022 se reiniciaron las operaciones. También se realizaron otras negociaciones con la entonces primera ministra Mirtha Vásquez.
Durante noviembre de 2023, pobladores de Challhuahuacho realizaron un paro contra la empresa minera bloqueando varios puntos estratégicos como Lamarpata, Puente Álamos y Chacat’occo, impidiendo el paso de vehículos y trabajadores de las diferentes contratistas que intentan ingresar al campamento minero, denunciando presuntos incumplimientos de compromisos asumidos por la compañía durante la mesa de diálogo instalada en 2022.
En 2025, la Corte Superior de Apurímac determinó que habían detenido arbitrariamente a 11 defensores comunales durante las protestas para favorecer los intereses de las empresas mineras, por lo que fueron absueltos.

## Ciudades cercanas
- Challhuahuacho: 1 km.
- Nueva Fuerabamba: 2 km.